# Zbaraj, Kozeatîn
Zbaraj (în ucraineană Збараж) este o comună în raionul Kozeatîn, regiunea Vinnița, Ucraina, formată numai din satul de reședință.

## Demografie
Componența lingvistică a satului Zbaraj
     Ucraineană (100%)
Conform recensământului din 2001, toată populația satului Zbaraj era vorbitoare de ucraineană (100%).